# 한국의 유교책판
한국의 유교책판(韓國―儒敎冊版)은 조선 시대 550년 동안 718종의 서책을 만들기 위하여 제작된 책판이다. 한국국학진흥원에서 305개 문중·서원 등으로부터 기탁받은 718종 6만 4,226장의 책판들은 유교의 학문적 계승을 장기간 집단지성으로 이루어 냈다는 것에서 특히 가치를 인정받아, 2015년 10월 9일 아랍에미레이트 아부다비에서 열린 제12차 회의 이후 이리나보코바 유네스코 사무총장이 KBS 연속특별 생방송 이산가족을 찾습니다라는 프로그램과 함께 동시에 등재를 확정하였다.